# Sander de Kramer
Sander de Kramer (Rotterdam, 18 mei 1973) is een Nederlands journalist, schrijver en presentator.

## Carrière

### Journalistiek
De Kramer begon zijn journalistieke carrière bij de huis-aan-huiskrant van De Dordtenaar. Hij werkte jarenlang voor het Rotterdams Dagblad en het Algemeen Dagblad. Sinds 2002 heeft hij een wekelijkse column in dagblad De Telegraaf. In de zaterdageditie van deze krant interviewde hij een jaar lang bekende Nederlanders voor zijn rubriek "Sander vraagt door". Hij heeft een vaste column in Feyenoord Magazine. Ook schreef hij enkele boeken, waaronder Steppen één been, SOS Rotterdam en de voor het Beste Rotterdamse Boek genomineerde boeken Van miljonair tot krantenjongen en Botsauto door Rotterdam.

### Televisie en radio
De Kramer begon in 2001 zijn televisiecarrière bij RTV Rijnmond, waar hij nog steeds diverse programma's presenteert. Sinds 2009 werkt hij als presentator voor KRO-NCRV. De Kramer startte als presentator van het voetbalprogramma De Hand van God en als verslaggever bij De Rekenkamer. Ook leverde hij bijdragen aan Stinkend rijk en dakloos, Ode aan de Doden, Mijlpalen voor Parijs en Dag van de Duurzaamheid. In 2009 was De Kramer diverse keren tafelheer bij De Wereld Draait Door. Van 2012 tot 2018 presenteerde hij het televisieprogramma KRO De Wandeling. Ook presenteerde hij jarenlang samen met Fons de Poel het televisieprogramma Het gevoel van de Vierdaagse. De Kramer was teamcaptain van de BNNVARA-kennisquiz Wat Verdien Je? en was duider in het programma Dit vindt Nederland op SBS6. De Kramer was tijdens diverse edities van de Marathon Rotterdam verslaggever voor NOS Sport. Sinds 2022 presenteerde hij LAF Footvolley op RTL 7, waarbij bekende Nederlandse profvoetballers het tegen elkaar opnamen.
De Kramer was jarenlang commentator bij het EO-programma Dit is de Dag op NPO Radio 1. Hij is als panellid van het nieuwsforum te horen bij Langs de Lijn En Omstreken.
Van januari 2021 tot 2023 presenteerde hij voor KRO-NCRV elke zaterdag van 18.00 tot 20.00 het radioprogramma Zin in Weekend op NPO Radio 5, in januari 2023 opgevolgd door Zin in Morgen. Bij Rijnmond maakt hij nog het televisieprogramma Sanders Gerse Gasten.
De Kramer deed mee aan het 23e seizoen van het televisieprogramma Wie is de Mol? dat in 2023 werd uitgezonden. Hij was de derde afvaller van het programma. In datzelfde jaar deed hij samen met Aletha Leidelmeijer mee aan het televisieprogramma The Big Bang en was hij vaste gast in het televisieprogramma De Oranjezomer. Ook was De Kramer in 2023 te zien als expert in het televisieprogramma GoedNieuws Vandaag.
In 2024 deed De Kramer samen met Lilian Marijnissen mee aan het televisieprogramma Code van Coppens: De wraak van de Belgen. In 2025 was hij te gast in het televisieprogramma Bijbelen met sterren.

### Film
De Kramer speelde bokspromotor Theo Jongedijk in de film Het bombardement en in The Passion 2012 was hij een discipel. In de kinderfilm Strijder speelde De Kramer de rol van voetbalcommentator. In Het Feyenoord-DNA haalt hij de verhalen op van ras-Feyenoorders als Jan Boskamp en Joop van Daele. In het najaar van 2024 was De Kramer te zien in de bioscoopfilm Opa Cor.

### Maatschappelijk werk
In 1994 richtten studenten van de School van de Journalistiek samen met een grafisch ontwerper de Rotterdamse Straatkrant op. Deze werd op Koninginnedag gepresenteerd en vond gretig aftrek. Na enkele jaren nam De Kramer de krant over. Hij richtte vervolgens in veel Nederlandse steden soortgelijke kranten op.
In 2003 werd De Kramer bondscoach van het Nederlands daklozenteam, dat brons haalde op het Wereldkampioenschap Daklozenvoetbal in het Oostenrijkse Graz.
In 2007 reisde De Kramer als journalist af naar Sierra Leone. Het West-Afrikaanse land was door de Verenigde Naties uitgeroepen tot slechtste plek op aarde. De Kramer was in Sierra Leone om een reportage te maken over de verschrikkelijke gevolgen van de burgeroorlog. Hij werd diep geraakt door de vele weeskinderen, die om te overleven in de diamantmijnen werkten. Terug in Nederland startte De Kramer een grootscheepse actie om de wantoestanden in Sierra Leone aan de kaak te stellen en richtte hij met Hugo Borst de Sunday Foundation op, die zich inzet voor kansarme kinderen in Sierra Leone. Korte tijd later haalde hij de diamantkinderen eigenhandig uit de mijnen en bouwde scholen voor hen. Als dank voor zijn inspanningen werd De Kramer in Sierra Leone gekroond tot Chief (burgemeester). Hierover kwam in 2018 het boek Chief Ouwe Dibbes uit. Anno 2025 bouwde de stiching haar eerst universiteit in het land en had het reeds vijftig scholen laten bouwen.
De Kramer wordt geprezen om zijn innovatieve manier van hulpverlening. Zo liet hij eens een vliegtuigje vol voetbalschoenen overvliegen naar een door lepra geteisterd gebied op Madagaskar, waarmee een grote wens van de lokale bevolking in vervulling ging. Voor de KRO reisde de geboren Rotterdammer jarenlang de wereld over om aandacht te vragen voor projecten van diverse goede doelen. In zijn geboortestad bewerkstelligde De Kramer een standbeeld voor Rigardus Rijnhout, beter bekend als de Reus van Rotterdam. Het kunstwerk op ware grootte - 2,36 meter - roept op tot verdraagzaamheid.
Voor zijn maatschappelijke werk werd hij in 2001 benoemd tot Rotterdammer van het Jaar, ontving hij in 2007 de Paul Nijgh Penning, in 2009 de Laurenspenning en in 2013 de Majoor Bosshardt Prijs.
De Kramer is ambassadeur voor onder andere KWF Kankerbestrijding, Johan Cruyff Foundation, Care Nederland, de Rotterdamse Stichting LACH, het Familiehuis Daniel den Hoed, Tacugama en Go Ape Foundation. Voorheen was hij ambassadeur van Big Brothers Big Sisters of Rotterdam.
Hij zwom mee op 14 juni 2015 met de Singelswim Utrecht – samen met collega's Anita Witzier en Sofie van den Enk – om geld op te halen voor meer onderzoek naar FSHD, gepresenteerd door KRO-NCRV en NOS.
In februari 2020 werd bekend dat De Kramer genomineerd was voor de Four Freedoms Award, Vrijwaring van gebrek. Vanwege de coronacrisis werd deze uitreiking van deze prijs uitgesteld tot het voorjaar van 2021.
De Kramer zette eind 2022 een inzamelingsactie op om kachels in te zamelen voor het door oorlog geteisterde Oekraïne. Talloze mensen doneerden een kachel. Ook gedetineerden in Nederlandse gevangenissen staken hun handen uit de mouwen voor de actie en maakten kachels. Uiteindelijk werden 28 vrachtwagens vol kachels naar het land gestuurd. Hij werd voor zijn actie bedankt door Vitali Klytsjko, de burgemeester van Kiev.

## Onderscheidingen
Voor zijn maatschappelijke werk kreeg De Kramer de volgende (internationale) onderscheidingen:
- 2001: Rotterdammer van het Jaar
- 2007: Paul Nijgh Penning
- 2009: Laurenspenning
- 2013: Majoor Bosshardt Prijs
- 2019: Gouden Mossel
- 2019: Hélène de Montigny-prijs
- 2021: AWOL Award
- 2021: President Roosevelt Four Freedoms Award – voor vrijwaring van gebrek
- 2022: uitgeroepen tot "Echt Rotterdams Erfgoed" door Museum Rotterdam
- 2022: BID Impact Award
- 2023: All Time Philanthropist van Sierra Leone
- 2024: Meest Positieve Nederlander